# Església del Salvador de la plaça Sennaia
L'església de l'Assumpció de la plaça Sennaia de Sant Petersburg era una església pentacupular d'estil barroc tardà.
L'església original era un edifici de fusta que es va traslladar a través del Nevà des de la part nord de la ciutat. Es va reconstruir en pedra durant la dècada del 1750 seguint un disseny rastrelliesc atribuït a Andrei Kvàssov i va patir lleugeres modificacions en diverses ocasions, la més important la de Luigi Rusca el 1817. L'església comptava amb un alt campanar de tres plantes, un iconòstasi daurat i molts objectes de valor. La seva parròquia era una del més riques de la ciutat.
Aquest edifici gran d'inconfusibles cúpules de color verd fosc, popularment conegut com a església del Salvador, dominava el barri circumdant. Va donar nom a l'illa Spasski (delimitada pels canals Fontanka, Moika, Griboiédov i Kriúkov) i a l'estació de metro Spàsskaia.

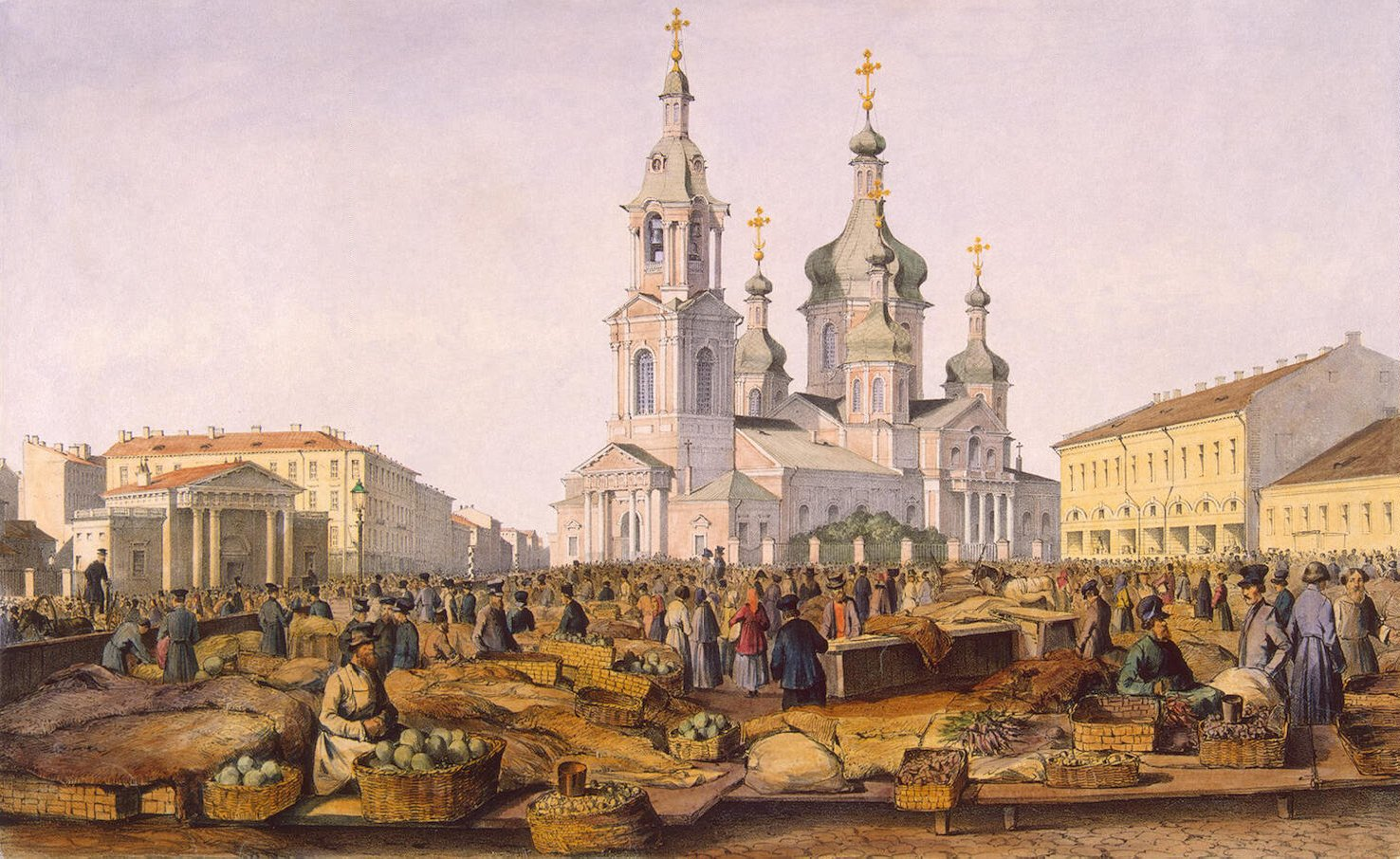
L'església i el mercat el 1841

L'edifici va sobreviure al període dе Ióssif Stalin i l'Església viva la va elevar a l'estatus de catedral (1923) però es va dinamitar durant la campanya antireligiosa de Nikita Khrusxov el 1961. El vestíbul del metro que la va reemplaçar està lleugerament al nord. Des del 2003, el lloc que ocupava l'església el marca una petita capella d'aspecte senzill.